# Elecciones al Congreso de los Diputados de abril de 2019 (Tarragona)
Las elecciones al Congreso de los Diputados de 2019 se celebraron en la provincia de Tarragona el domingo 28 de abril, como parte de las elecciones generales convocadas por Real Decreto dispuesto el 4 de marzo de 2019 y publicado en el Boletín Oficial del Estado el día siguiente. Se eligieron los 6 diputados del Congreso correspondientes a la circunscripción electoral de Tarragona, mediante un sistema proporcional (método d'Hondt) con listas cerradas y un umbral electoral del 3%.

## Resultados
Los comicios depararon 2 escaños al Esquerra Republicana de Catalunya-Sobiranistes, y 1 a Junts per Catalunya-Junts, al Partido de los Socialistas de Cataluña, a Ciudadanos y Unidas Podemos
| Candidatura                                                         | Candidatura                                                         | Votos   | %                                        | Escaños                                  |
| ------------------------------------------------------------------- | ------------------------------------------------------------------- | ------- | ---------------------------------------- | ---------------------------------------- |
|                                                                     | Esquerra Republicana de Catalunya-Sobiranistes (ERC-Sobiranistes)   | 113 472 | 27,24                                    | 2                                        |
|                                                                     | Partido de los Socialistas de Cataluña (PSC-PSOE)                   | 89 347  | 21,45                                    | 1                                        |
|                                                                     | Ciudadanos-Partido de la Ciudadanía (Cs)                            | 52 154  | 12,52                                    | 1                                        |
|                                                                     | Junts per Catalunya-Junts (JxCAT-Junts)                             | 51 021  | 12,25                                    | 1                                        |
|                                                                     | En Comú Podem-Guanyem el Canvi (En Comú Podem-GeC)                  | 50 797  | 12,19                                    | 1                                        |
|                                                                     |                                                                     |         |                                          |                                          |
| Partido Popular (PP)                                                | Partido Popular (PP)                                                | 21 283  | 5,11                                     | 0                                        |
| Vox (Vox)                                                           | Vox (Vox)                                                           | 20 032  | 4,81                                     | 0                                        |
| Poble Lliure-Som Alternativa-Pirates de Catalunya (Front Republicà) | Poble Lliure-Som Alternativa-Pirates de Catalunya (Front Republicà) | 8173    | 1,96                                     | 0                                        |
| Partido Animalista Contra el Maltrato Animal (PACMA)                | Partido Animalista Contra el Maltrato Animal (PACMA)                | 6169    | 1,48                                     | 0                                        |
| Partido Comunista dels Treballadors de Catalunya (PCTC)             | Partido Comunista dels Treballadors de Catalunya (PCTC)             | 469     | 0,11                                     | 0                                        |
| Recortes Cero-Grupo Verde (Recortes Cero-GV)                        | Recortes Cero-Grupo Verde (Recortes Cero-GV)                        | 458     | 0,11                                     | 0                                        |
| Por un Mundo más Justo (PUM+J)                                      | Por un Mundo más Justo (PUM+J)                                      | 277     | 0,07                                     | 0                                        |
| Convergents (CNV)                                                   | Convergents (CNV)                                                   | 262     | 0,06                                     | 0                                        |
| Partido Comunista del Pueblo de Cataluña (PCPC)                     | Partido Comunista del Pueblo de Cataluña (PCPC)                     | 257     | 0,06                                     | 0                                        |
| Izquierda en Positivo (IZQP)                                        | Izquierda en Positivo (IZQP)                                        | 190     | 0,05                                     | 0                                        |
| Votos válidos                                                       | Votos válidos                                                       | 414 362 | 100,00                                   | 6                                        |
| Votos nulos                                                         | Votos nulos                                                         | 2581    | Participación: · \| \| 75,71 % \| 12,40% | Participación: · \| \| 75,71 % \| 12,40% |
| Votantes                                                            | Votantes                                                            | 419 129 | Participación: · \| \| 75,71 % \| 12,40% | Participación: · \| \| 75,71 % \| 12,40% |
| Electores                                                           | Electores                                                           | 553 626 | Participación: · \| \| 75,71 % \| 12,40% | Participación: · \| \| 75,71 % \| 12,40% |
|                                                                     | 75,71 %                                                             |         |                                          |                                          |

## Diputados electos
Relación de diputados electos:
| N.º | Nombre                  | Lista | Lista            |
| --- | ----------------------- | ----- | ---------------- |
| 1   | Jordi Salvador i Duch   |       | ERC-Sobiranistes |
| 2   | Joan Ruiz i Carbonell   |       | PSC-PSOE         |
| 3   | Norma Pujol i Farré     |       | ERC-Sobiranistes |
| 4   | Sergio del Campo Estaún |       | Cs               |
| 5   | Josep Rull i Andreu     |       | Junts            |
| 6   | Ismael Cortés Gómez     |       | ECP              |